# Adriaan Mulder
Adriaan Franciscus Riender Mattheus Catalinus Hendrik Wilhelm Mulder (Schoonhoven, 29 juni 1880 – Breda, 14 oktober 1966) was een Nederlandse luchtvaartpionier en de eerste Nederlander met een Nederlands vliegbrevet. Dit werd op 7 april 1911 uitgereikt door de Koninklijke Nederlandse Vereniging voor Luchtvaart.

## Leven en werk
Mulder was een van de eerste drie leerlingen van de pas opgerichte Eerste Nederlandsche Vliegvereeniging (ENV), samen met Henri Bakker en Joseph van Bussel (echte naam Joseph Maurer).
Na het behalen van dit vliegbrevet werd Mulder aangesteld als instructeur en onder-directeur van de ENV en gaf hij menig vliegdemonstratie. Bij een van die demonstraties met de Helpman-1, op het vliegveld Ubbena stortte hij neer en werd bewusteloos afgevoerd. 

Na sluiting van het vliegveld Ubbena in Assen waar hij instructeur was richtte Mulder begin 1913 samen met de C. Busch de vliegschool "De Kampioen" op, op het vliegterrein van Ede. Deze vliegschool heeft het echter niet lang volgehouden.